# Universidad Nacional de Pilar
Die Universidad Nacional de Pilar (UNP) ist eine staatliche Universität in Paraguay.
Sie wurde 1991 in Pilar im Departamento Ñeembucú gegründet und im Dezember 1994 in eine nationale Universität umgewandelt.

## Fakultäten
- Recht und politische Wissenschaften
- Geistes- und Erziehungswissenschaften
- Angewandte Wissenschaften
- Gesundheitswissenschaften
- Landwirtschaft und Viehzucht
- Buchführung, Verwaltung und Wirtschaftswissenschaften